# Катилл
Катилл (Катил) — имя двух героев италийской мифологии, отца и сына, с которыми связывают основание латинского города Тибура (ныне Тиволи).

## В поэзии
В «Энеиде» Кор и Катилл-младший названы близнецами, братьями Тибуртия, которые участвовали в войне на стороне Турна. В бою Катилл убивает троянцев Иолая и Герминия.
Гораций упоминает «стены Катила» рядом с «рощами Тибура» и вспоминает, что Тибур был основан «аргосским гражданином». Катилла упоминают также Силий Италик и Стаций.

## У мифографов
Катон называл Катилла аркадянином, начальником флота Евандра.
Согласно иной версии Секстия, Катилл — сын аргосского прорицателя Амфиарая, которого после гибели отца дед Экл отослал с родины в исполнение ритуала «священной весны», и у которого в Италии родилось три сына: Тибурт, Кор и Катилл-младший. Они изгнали сиканов и дали занятому городу название Тибур по имени старшего брата.
Плиний Старший отмечает, что на месте города Тибур, основанного сыном Амфиарая Тибурном, ещё раньше росли три каменных дуба. По рассказу Сервия, в Италию прибыли три брата Катилл, Кор и Тибур (или Тибурн), отца которых он не называет, и основали город (с первым связано название горы Кателл или Катилл).
Дионисий Галикарнасский не называет этих мифических имён, но считает, что Тибур был основан аборигинами, а часть города ещё в его время называлась Сикеликон.